# ژائو ارفنگ
ژائو ارفنگ (به انگلیسی: Zhao Erfeng؛ زاده 1911- درگذشته 1845) یکی از مقامات اصلی سیاسی سلسله چینگ و علم‌دار چینی‌های نژاد هان و متعلق به پرچم آبی ساده بود. او آخرین تبتی‌ای است که عنوان سیاسی آمبان را گرفت و در مارس سال 1908 به مقام خود منصوب شد. او پیش از آن مدیر کل راه آهن سیچوان - هوبئی و معاون فرمان‌دار استان سیچوان بود و پس از کسب قدرت در اواخر دوران امپراطوری چین برای سرکوب شورش‌ها به سراسر خام (شرق تبت) لشکر کشید و در سال 1910 به لهاسا رسید. به همین دلیل عده‌ای او را «ژائوی قصاب» (چینی: 赵 屠户) می‌خوانند.